# Championnat du Maroc de rugby à XV
Le championnat du Maroc de rugby à XV regroupe les meilleurs clubs marocains de rugby à XV.
Créé en 1922 par la Ligue du Maroc de rugby association[réf. nécessaire], il est depuis organisé par la Fédération royale marocaine de rugby.

## Palmarès
| - 1934 : Stade marocain - 1937 : Stade marocain - 1941 : RU Casablanca - 1944 : CO Casablanca - 1946 : CO Casablanca - 1949 : RU Casablanca - 1952 : ASP Casablanca - 1967 : Union sportive d'Oujda - 1978 : Union sportive d'Oujda - 1979 : Wydad AC - 1980 : Wydad AC - 1981 : Wydad AC - 1982 : Wydad AC - 1983 : Wydad AC - 1984 : Wydad AC - 1985 : Wydad AC - 1986 : Union sportive d'Oujda - 1987 : Wydad AC - 1988 : Union sportive d'Oujda - 1989 : CO Casablanca - 1990 : Union sportive d'Oujda - 1991 : Union sportive d'Oujda - 1992 : Wydad AC - 1993 : Union sportive d'Oujda - 1994 : Wydad AC - 1995 : Wydad AC - 1996 : Olympique de Safi - 1997 : Mouloudia Oujda - 1998 : Union sportive d'Oujda ou Mouloudia Oujda[réf. nécessaire] - 1999 : Wydad AC - 2000 : Mouloudia Oujda - 2001 : Wydad AC - 2002 : Mouloudia Oujda - 2003 : Wydad AC - 2004 : Union sportive d'Oujda - 2005 : Olympique de Safi - 2006 : RAMO de Casablanca - 2007 : Olympique de Safi - 2008 : Mouloudia Oujda - 2009 : FUS de Rabat - 2010 : COC Casablanca - 2011 : Mouloudia Oujda - 2012 : Mouloudia Oujda - 2013 : Mouloudia Oujda - 2014 : Wydad Serghini - 2015 : Mouloudia Oujda - 2016 : Wydad Serghini - 2017 : Wydad Serghini - 2018 : Wydad Serghini - 2019 : Mouloudia Oujda - 2020 : - 2021 : - 2022 : - 2023 : Mouloudia Oujda - 2024 : Mouloudia Oujda |